# Brachicoma borealis
Brachicoma borealis är en tvåvingeart som först beskrevs av Ringdahl 1932.  Brachicoma borealis ingår i släktet Brachicoma och familjen köttflugor.
Artens utbredningsområde är Finland. Arten är reproducerande i Sverige. Inga underarter finns listade i Catalogue of Life.